# Faith Evans
Faith Evans (ur. 10 czerwca 1973 w Newark, New Jersey) – amerykańska wokalistka, autorka piosenek, aktorka. Karierę rozpoczynała na początku lat 90. śpiewając w chórkach między innymi u Mary Jane Blige. Później występowała głównie u boku rapera, Notorious B.I.G. za którego wyszła za mąż.

## Życiorys
W 1994 roku jako pierwsza kobieta podpisała kontrakt z wytwórnią Bad Boy Seana Combsa. Międzynarodowe sukcesy zaczęły się w 1995 roku, gdy jej debiutancki album Faith rozszedł się w milionowym nakładzie, a utwory "You Use To Love Me" i "Soon As I Get Home" stały się przebojami. Wydana w 1999 roku druga płyta Keep the Faith powtórzyła ten sukces, do czego przyczynił się między innymi singiel "Love Like This". Czwarta płyta wokalistki, The First Lady, ukazała się 2005 roku.
Ma na koncie nominacje do nagród Grammy, między innymi za trzecią płytę Faithfully (2001) oraz duet z Carlem Thomasem "Can’t Believe".

## Dyskografia
- 1995: Faith
- 1998: Keep the Faith
- 2001: Faithfully
- 2005: The First Lady
- 2005: A Faithful Christmas
- 2010: Something About Faith